# Juan Jabat Aztal
Juan Jabat Aztal   (Otsagabia, 8 de febrer de 1772 - l'Havana, 1825) va ser un militar i polític espanyol.

## Biografia
Militar d'ideologia liberal, ingressà com a guardiamarina a Cadis en 1783. En 1807 fou ascendit a capità de fragata i es va establir a l'Havana. En 1808 fou enviat a Nova Espanya i la seva tornada en 1809 fou ascendit a capità de navili i nomenat ministre plenipotenciari davant l'Imperi Otomà. En 1812 va publicar Noticia para el que quiera especular en granos en los puertos rusos del Mar Negro.
Durant el Trienni liberal fou nomenat cap d'esquadra i va ser ministre de Marina d'abril de 1820 a març de 1821 i ministre de guerra interí durant agost a setembre de 1820. En 1822 fou nomenat ministre plenipotenciari al Regne Unit, càrrec que va ocupar nominalment fins 1824. Amb la restauració absolutista de Ferran VII es va exiliar a Cuba.